# Hunda-Steinar
Eirík steinar Gurison más conocido por su apodo Hunda-Steinar (del nórdico antiguo; Steinn el perro, 783 - 839) fue un jarl vikingo del Danelaw de Inglaterra, cuya figura histórica aparece en Landnámabók como ancestro de los primeros colonizadores escandinavos en Húnavatnssýsla, Islandia. Según las crónicas murió en Noruega.

## Herencia
Hunda Steinar estaba casado con Ólöf Ragnarsdóttir (n. 786), una hija del legendario Ragnar Lodbrok, y de esa relación nacieron varios hijos:
- Björn Hunda-Steinar Eiríksson (también Hundasteinarsson,[5] 810 - 880), padre de Auðunn skökull Bjarnarson.
- Eiríkur Hunda-Steinar Eiríksson jarl (n. 814), padre de Sigurður Bjodaskalle Eriksson, a su vez padre de Viking-Kåre.
- Isgerd Eiríksdóttir, que casó con el jarl Thorir de Värmland.